# Cadena de la Espina
 La cadena de la Espina, en el departamento de Saboya, en el sureste de Francia en las montañas del Jura, que se extiende de norte – sur a lo largo del lado este del Lago d'Aiguebelette, desde el puerto de la Espina al oeste de Chambéry hasta el borde occidental de las montañas de Chartreuse, cerca de la comuna de Les Échelles. Hacia el norte, la cadena se convierte en la cresta del Monte del gato a lo largo de la costa occidental del Lago Bourget. En el extremo sur, la cresta termina en el río Guiers. 

## Etimología
Hay dos explicaciones para el origen del nombre "Cadena de la Espina". Unos vestigios de "La Espina" como una referencia a una espina de la corona de espinas de Cristo que Guillaume de Montbel trajo consigo a su regreso de la Séptima Cruzada en 1254. Montbel construyó el castillo de la Espina en la cresta sobre Nances y colocó la reliquia de la santa espina en la capilla del castillo. Con el tiempo, la capilla se convirtió en un lugar de peregrinación tan importante que el nombre "La Espina" le fue dado a toda la montaña. La segunda explicación ve al dios celta Pen como la fuente tanto del nombre de la cadena de la Espina como de la comuna de Lépin-le-Lac al oeste.

## Geografía

### Topografía
La cadena de la Espina y el monte del Gato separan el Lago Bourget (al este y al norte) del Lago d'Aiguebelette (al oeste y al sur). El punto más alto es Mont Grelle (también escrito Mont Grêle ) con una elevación de 1425 m. Otro pico notable tiene 1232 m, el Gratte-Cul en el extremo norte de Mont Grelle. 

### Geología
La cadena de la Espina es un anticlinal, parte de la estructura geológica de la "cresta superior" de las montañas Jura. Situada entre dos cuencas del Mioceno, la cresta está compuesta principalmente por piedras calizas de los períodos Jurásico y Cretácico. La vertiente occidental, entre el col de La Espina y el col de Saint-Michel, está compuesta de calizas de las formaciones de Kimmeridgian y Oxfordian, con pedregal en la base. La parte al sur del col de Saint-Michel consiste principalmente en pedregal con una cresta de piedra caliza jurásica. La vertiente este está compuesta de margas y mármoles de Valanginiana, con pedregal y piedra caliza cretácica en la base.
Al sur del col de Saint-Michel, un cambio en la falla de desgarre desvía la línea de la cadena que toma una dirección noreste – suroeste. Otra falla de deslizamiento cruza la cadena perpendicularmente en el extremo norte del pico Gratte-Cul. El pliegue se extiende a través del río Guiers en Entre-deux-Guiers para unirse al anticlinal de Mont Tournier y formar la meseta de Grand-Ratz en Voreppe, formando el extremo sur de las montañas del Jura

### Puertos y túneles.

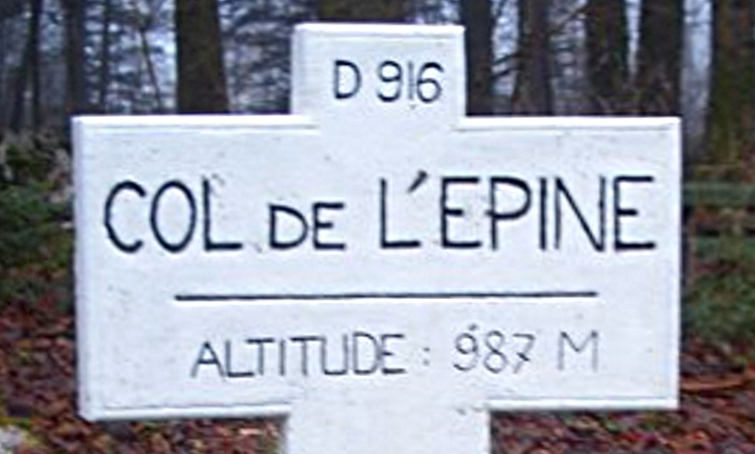
Señal del col de la Espina

Hay tres pasos principales a través de la cadena.  Un camino pavimentado (D916) recorre los 987 m del col de la Espina. Los otros dos pasos son: el col del Crucifijo con 915 m y el col de Saint-Michel de 903 m y con vistas al Lago d'Aiguebelette y están atravesados por rutas de senderismo. Algunos de estos senderos siguen las rutas de los caminos romanos anteriores. 

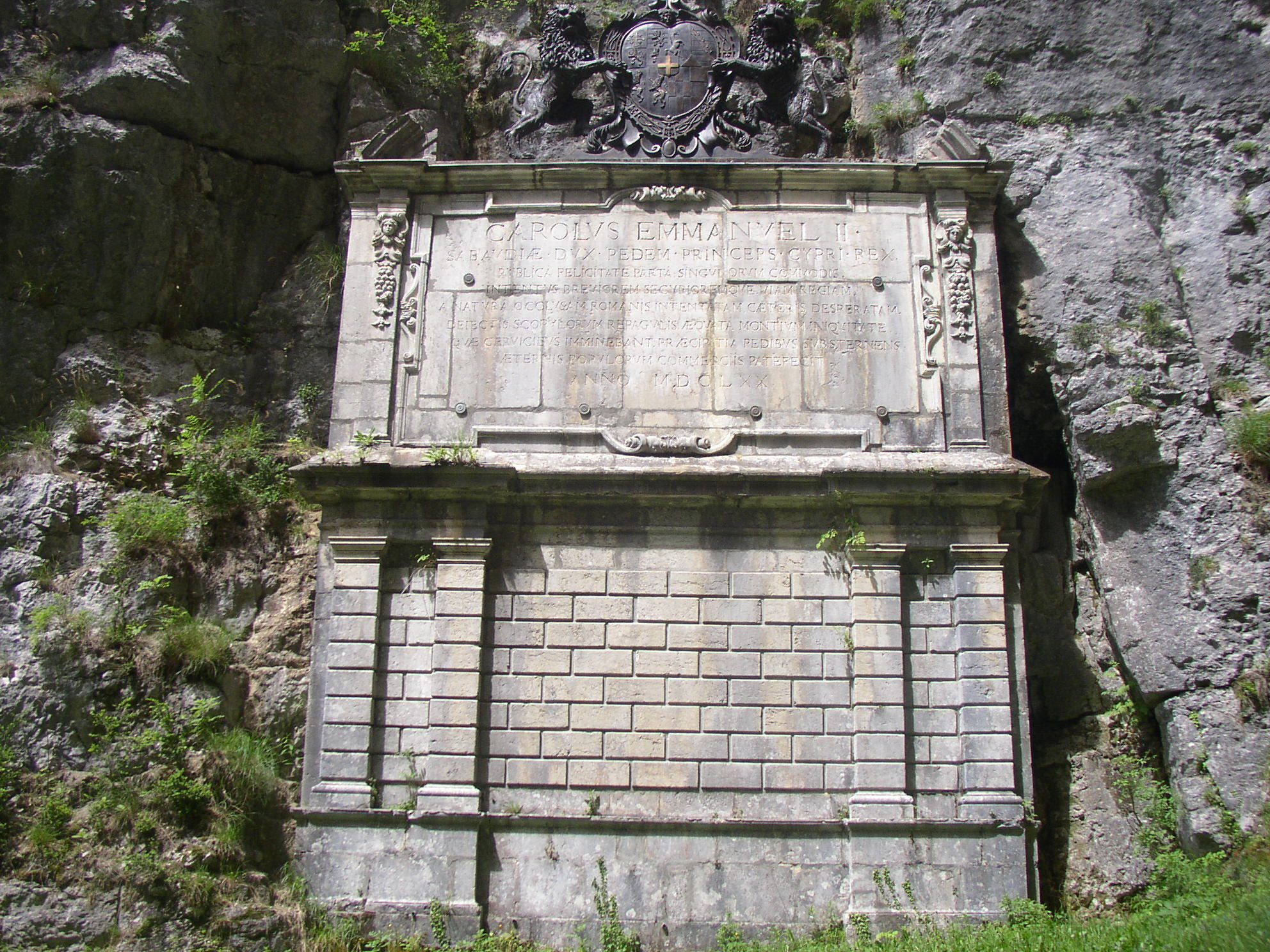
Estela cerca de Saint-Christophe en Saboya, Francia, en el extremo sur de la cadena de la Espina, en conmemoración de la apertura por Carlos Manuel II de la carretera real de Saboya de Turín a Lyon en 1670.

La Voie Sarde bordea el extremo sur de la cresta, cerca de Saint-Christophe, al noreste de Les Échelles. La Voie Sarde o el Camino de Cerdeña fue originalmente parte de la red de carreteras romanas Vía Agrippa. En 1670, el camino fue reconstruido por Carlos Manuel II, duque de Saboya, con el objetivo de conectar sus tierras occidentales en Saboya a Turín, capital del Ducado de Saboya. En 1720, tras la adquisición de Cerdeña en el Tratado de Londres de 1718, el ducado se convirtió oficialmente en el Reino de Cerdeña, liderando el camino para ser conocido coloquialmente como Voie Sard. 
Un siglo después, Napoleón juzgó que esta estrecha ruta era un impedimento para sus campañas militares. Después de 13 años de construcción – el Túnel de la Grotte sortea la ruta Voie Sarde. El túnel tenía casi 300 m de largo y 7,62 m de ancho y alto, suficiente para que pasaran dos vagones cargados. El artista inglés JMW Turner pintó vistas de la Voie Sarde y del nuevo túnel en 1819. La moderna ruta nacional 6 utiliza este túnel para cruzar el extremo sur de la cadena de la Espina. 
Hay túneles a través de la mayor parte de la cadena en dos lugares, ambos llamados túnel de la Espina. La autopista A43 discurre por dos túneles paralelos debajo del col de la Espina. El túnel norte tiene una longitud de 3,182 m y se completó en 1974; el túnel sur tiene una longitud de 3,157 y se completó en 1991. Estos forman el 14.o par de túneles de carretera más largos de Francia. Unos 5 km al sur hay un túnel de vía única completado en 1884 para la línea ferroviaria Saint-André-le-Gaz – Chambéry. Este túnel de 3,079 m comienza al este de la estación de Aiguebelette-le-Lac y discurre por debajo de la cadena, al sur del col de Saint-Michel, para emerger justo al oeste de la ahora cerrada estación Saint-Cassin-la-Cascada, en el valle del río Hyères, un afluente por la izquierda del Ródano.

## Tour de Francia
El col de la Espina es una ruta popular para los ciclistas. El paso formó parte de la ruta del Tour de Francia en 1947, 1965 y 1968 siendo clasificado como puerto de segunda categoría Los ganadores de estas tres subidas fueron:
- 1947 : Apo Lazaridès -  Francia
- 1965 : Gianni Motta -  Italia
- 1968 : Aurelio González Puente -  España

Aunque el Tour de Francia 2013 incluyó una etapa por el col de la Espina como parte de la Etapa 19, este fue un puerto diferente del mismo nombre, al noreste de Faverges.